# Ambrosia chamissonis
Ambrosia chamissonis là một loài thực vật có hoa trong họ Cúc. Loài này được (Less.) Greene mô tả khoa học đầu tiên năm 1894.